# Weberberg
Weberberg (v překladu z němčiny Tkalcovský vrch, též Vyhlídka) je pohraniční zalesněný vrch (711,2 m n. m.), devátá nejvyšší hora Lužických hor na severu České republiky, asi 1,5 km nad Dolním Podlužím a 5 km jižně od Varnsdorfu. Vrchol leží v Jedlovském hřbetu zhruba 60 metrů západně od hranice s Německem a k severozápadu vybíhá Kozí hřbet (Rohál). Z hlediska správního členění se západní polovina hory s vrcholem a prameny Milířky nacházejí na území okresu Děčín v Ústeckém kraji, východní svahy pak leží v zemském okrese Zhořelec v Sasku.
Vrchol je téměř bez výhledu, je porostlý bukovými lesy. Jižně od vrcholu je sedlo Černá brána, jímž vedou cesty spojující údolí Milířky na české straně s protilehlou strží Eisgasse (Ledová ulička), prudce se svažující do Waltersdorfu v Sasku.

## Název
Na základní topografické mapě České republiky vydávané Zeměměřickým úřadem a v regionálních publikacích je vrchol označen jako Vyhlídka, na mapovém portálu Mapy.cz jako Weberberg (Vyhlídka), zatímco na turistických mapách KČT (Lužické hory, 1 : 50 000) a Geodézie On-Line (CHKO Lužické hory 1 : 25 000) je uveden název Weberberg. Název Vyhlídka vznikl mylným vztažením označení posedu nalézajícího se na severní straně na vrch samotný, nicméně používají ho i další mapy státního mapového díla a objevuje se i v závazné databázi českých geografických jmen Geonames. Německý název Weberberg znamená v češtině Tkalcovský vrch, což je připomínka původního zaměstnání místních obyvatel.

## Rezervace
Na severní straně vrcholu Weberbergu byla v 60. letech 20. století přírodní rezervace Rychtrův prales, chránící zbytky smíšeného svahového pralesa, kde rostly statné tzv. šindelové buky, jež se používaly na výrobu šindelů.

## Přístup
Přímo na vrchol Weberbergu nevede žádná značená turistická cesta. Od jihu je možné vystoupat údolím Milířky k rozcestí Pod Ptačincem a zde pak využít napřed žlutě a posléze modře značenou turistickou stezku, která na německé straně podél státní hranice spojuje rozcestí Černá brána se vsí Herrenwalde a těsně vrchol míjí, případně vystoupat k vrcholu po neznačené cestě z opačné strany, tj.ze severu, od hraničního přechodu Dolní Podluží – Herrenwalde.